# Enrico Manfredini
Enrico Manfredini (Suzzara, 20 gennaio 1922 – Bologna, 16 dicembre 1983) è stato un arcivescovo cattolico italiano.

## Biografia
Nacque a Suzzara, in provincia e diocesi di Mantova, il 20 gennaio 1922; fu battezzato con il nome di Ruben Enrico. Nel 1930 si trasferì con la famiglia a Milano.

### Formazione e ministero sacerdotale
Nel 1934 entrò nei seminari arcivescovili milanesi, prima a Seveso, poi a Venegono Inferiore, allora sede della Facoltà teologica. Durante questo periodo, conobbe e diventò amico di don Luigi Giussani, futuro compagno di ordinazione e fondatore di Comunione e Liberazione.
Il 26 maggio 1945 fu ordinato presbitero, nella cattedrale di Milano, dal cardinale Alfredo Ildefonso Schuster.
Dopo l'ordinazione fu vicario parrocchiale a Monza, fino al 1950, e poi a Lambrate.
Nel 1951 si laureò in filosofia e lettere presso l'Università Cattolica del Sacro Cuore, dal 1950 al 1956 insegnò filosofia nei collegi arcivescovili dell'arcidiocesi di Milano. Nel 1956 diventò assistente diocesano degli uomini di Azione Cattolica; nel 1958 divenne delegato arcivescovile di tutta l'Azione Cattolica arcidiocesana.
Nel 1963 fu nominato prevosto della basilica di San Vittore a Varese dal cardinale Giovanni Battista Montini, che, eletto papa con il nome di Paolo VI, lo scelse come parroco uditore al Concilio Vaticano II.

### Ministero episcopale

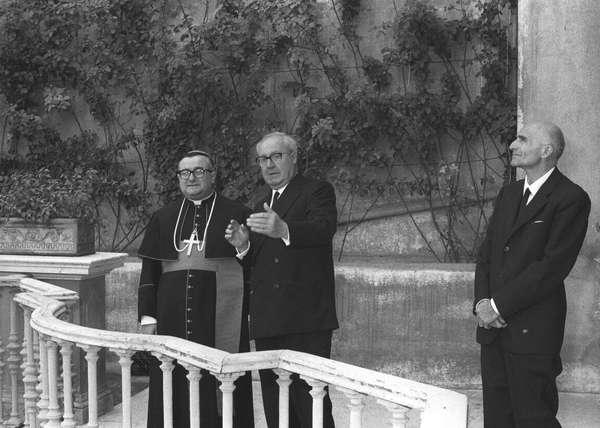
Mons. Manfredini con il presidente della Repubblica Italiana Giuseppe Saragat, il 7 novembre 1969, dopo aver prestato il giuramento previsto dal concordato allora in vigore.

Il 4 ottobre 1969 papa Paolo VI lo nominò vescovo di Piacenza; succedette all'arcivescovo Umberto Malchiodi, dimessosi il giorno precedente per raggiunti limiti di età. Il 4 novembre successivo ricevette l'ordinazione episcopale, nel palazzetto dello sport di Varese, dal cardinale Giovanni Colombo, co-consacranti gli arcivescovi Umberto Malchiodi e Giuseppe Schiavini. L'8 dicembre prese possesso della diocesi, nella cattedrale di Piacenza.
In segno di umiltà, rifiutò di farsi confezionare uno stemma episcopale proprio, dicendo tuttavia di sentirsi rappresentato dall'immagine di un ramoscello intriso di miele che attira uno sciame d'api; tale immagine sarà scolpita sulla sua tomba.
Presso la Conferenza episcopale dell'Emilia-Romagna fu vescovo delegato per la famiglia, dal 1970 al 1977 e dal 1982 al 1983, e delegato per i problemi caritativi ed assistenziali, dal 1977 al 1982. Fu inoltre segretario, dal 1973 al 1975, e poi presidente, dal 1982 al 1983, della Commissione episcopale per la famiglia in seno alla Conferenza Episcopale Italiana; dal 1975 al 1978 fu anche presidente del comitato episcopale per l'Università Cattolica.
Il 18 marzo 1983 papa Giovanni Paolo II lo nominò arcivescovo metropolita di Bologna; succedette al cardinale Antonio Poma, dimessosi per motivi di salute. Il 30 aprile prese possesso dell'arcidiocesi, mentre il 29 giugno ricevette il pallio, nella basilica di San Pietro in Vaticano, dal papa. Rimase amministratore apostolico di Piacenza fino all'ingresso del successore Antonio Mazza, avvenuto il 9 ottobre dello stesso anno.
Il 9 luglio fu eletto presidente della Conferenza episcopale dell'Emilia-Romagna.
Nella notte tra il 15 e il 16 dicembre 1983, all'età di 61 anni, morì improvvisamente a Bologna a causa di un attacco cardiaco, senza aver potuto ricevere la berretta cardinalizia che tradizionalmente si accompagnava a quella carica arcivescovile. Dopo le esequie, celebrate il 19 dicembre dal cardinale Marco Cé nella cattedrale di San Pietro, fu sepolto nello stesso edificio.

## Genealogia episcopale
La genealogia episcopale è:
- Cardinale Scipione Rebiba
- Cardinale Giulio Antonio Santori
- Cardinale Girolamo Bernerio, O.P.
- Arcivescovo Galeazzo Sanvitale
- Cardinale Ludovico Ludovisi
- Cardinale Luigi Caetani
- Cardinale Ulderico Carpegna
- Cardinale Paluzzo Paluzzi Altieri degli Albertoni
- Papa Benedetto XIII
- Papa Benedetto XIV
- Papa Clemente XIII
- Cardinale Marcantonio Colonna
- Cardinale Giacinto Sigismondo Gerdil, B.
- Cardinale Giulio Maria della Somaglia
- Cardinale Carlo Odescalchi, S.I.
- Cardinale Costantino Patrizi Naro
- Cardinale Lucido Maria Parocchi
- Papa Pio X
- Papa Benedetto XV
- Papa Pio XII
- Cardinale Eugène Tisserant
- Papa Paolo VI
- Cardinale Giovanni Colombo
- Arcivescovo Enrico Manfredini